# Dogma 95
Dogma 95 (duń. Dogme 95) − manifest artystyczny duńskiej awangardowej grupy twórców filmowych, podpisany 13 marca 1995 i ogłoszony 20 marca 1995 w Kopenhadze. Wydali go: Thomas Vinterberg, Lars von Trier, Kristian Levring i Søren Kragh-Jacobsen. Jego naczelną myślą są słowa: „Kino to człowiek wobec samego siebie, a nie tylko aktor przed kamerą”.

## Zasady
Najważniejszą ideą przyświecającą twórcom Dogmy było „oczyszczenie” filmów poprzez rezygnację z efektów specjalnych i innych dodatków odciągających uwagę od istoty kina, czyli od opowiadanych historii oraz gry aktorów. Vinterberg i von Trier sformułowali 10 zasad, które mają służyć realizacji tego celu:
1. Filmy należy kręcić poza studiem, bez budowy scenografii. Należy także zrezygnować z rekwizytów − jeżeli jakaś rzecz jest potrzebna w danej scenie, to należy znaleźć do jej nakręcenia takie miejsce, gdzie rzecz ta występuje niejako naturalnie.
2. Nie należy dodawać żadnego dźwięku, który nie wynika wprost z obrazu. Muzyka może wystąpić w filmie tylko wtedy, kiedy jest elementem sceny (tzn. słyszą ją również bohaterowie).
3. Należy zrezygnować ze statywów − wszystkie ujęcia powinny być kręcone „z ręki”. To kamera ma się ruszać zgodnie z akcją, a nie akcja dostosowywać się do kamery.
4. Niedozwolone jest realizowanie filmów czarno-białych oraz używanie jakiegokolwiek dodatkowego oświetlenia planu poza pojedynczą lampą zainstalowaną na kamerze.
5. Nie wolno stosować filtrów i innych przyrządów optycznych.
6. Film nie powinien zawierać elementów sztucznie wzbogacających akcję, takich jak morderstwa, broń itp.
7. Akcja powinna dziać się tu i teraz − osadzanie jej w innych realiach historycznych lub geograficznych jest zabronione.
8. Kręcenie filmów określonego gatunku jest niedopuszczalne.
9. Gotowy film należy przenieść na taśmę 35 mm, w formacie 4:3.
10. Nazwisko reżysera nie powinno znajdować się w napisach końcowych.

Filmy zrealizowane zgodnie z powyższymi zasadami mogą ubiegać się o certyfikat, którego ujęcie część twórców wmontowuje do samego dzieła (zwykle na samym początku). Obecnie certyfikat taki otrzymało 35 filmów. Znaczna część z nich to produkcje niszowe i niezależne. Do najbardziej znanych należą wczesne obrazy z tego nurtu, głównie powstałe w Skandynawii, m.in. Festen, Idioci czy Włoski dla początkujących.